# حي وسط (القاهرة)
حي وسط، هو أحد أحياء المنطقة الغربية في محافظة القاهرة، جمهورية مصر العربية. وتعرف ايضاً بأسم (وسط البلد) و (وسط القاهرة).
هو أحد أحياء وسط القاهرة، مصر.وهو من اقدم أحياء القاهرة وارقاها تخطيطا وعمارة بناها الخديوي إسماعيل ابان افتتاح قناة السويس لتكون واجهة مشرفة لمصر وتم تخطيطها وتصميمها على احدث الطرز الأوروبية المعمارية وتم ادخال الإضاءة في شوارعها قبل ان تدخل شوارع باريس.

## نبذة عن الحي
حي وسـط القاهرة من أقدم الأحياء الشعبية ويشتهر بطابعة التجاري والحرفي والسياحي والديني فتوجد به أكبر وأقدم الشوارع والأسـواق لتجارة الجملة والتجزئة والمنتجات الحرفية بل سميت بعض الشياخات بأســماء الحرف المشهورة بها مثل شياخة سوق السلاح والنحاسين والكحكيين والخيامية والصنادقيـة.

## التقسيم الإداري
وينقسم حي وسط إدارياً إلى قسمين هما الجمالية والدرب الأحمر، ويشتهر قسم الجمالية بتجارة وصناعة المعادن الثمينة " الذهب والحلي والمجوهرات "، أما قسم الدرب الأحمر فيشتهر بتجارة وصناعة الأخشاب والرخام. وقد سميت مدينة القاهرة قديما بقاهرة المعز نسبة للمعز لدين الله الفاطمي الذي أسسها وبناها في قلب حي وسط القاهرة كما أطلق عليها مدينة الألف مئذنة، وتعتبر مزاراً دينياًُ لوقـوع أكبر عدد من المساجد، كما تعتبر مزاراً سياحيا يؤثر بشكل كبير على حركة السياحة الداخلية في القاهــرة حيث يوجد به خان الخليلي ومنتجاته التي تبهر السائحين، وأبوابه الشهيرة مثل باب زويلة وبوابة الفتوح وباب النصر، وأيضا البيوت الشهيرة مثل بيت السحيمى وبيت القاضي وبيت جمال الدين الذهبي والمتحف الفني الإسلامي الذي يعتــــبر من أكبر المتاحف في الشرق الأوسط ويضم 80 ألف قطعه فنية أثرية نادرة منذ فجر الإسلام حتى نهاية العصر العثماني.
- عدد السكان التقديري في 1/1/2010: (116503) نسمة
- المساحة الكلية: 7.74 كم2
- المساحة المأهولة: 2.70 كم2